# Czerlejewo
Czerlejewo – przysiółek wsi Siedlnica w Polsce położona w województwie lubuskim, w powiecie wschowskim, w gminie Wschowa.
W sąsiedztwie miejscowości znajduje się "Leśniczówka Czerlejewo".
W latach 1975–1998 miejscowość administracyjnie należała do województwa leszczyńskiego.